# Andre Blake
Andre Jason Blake (ur. 21 listopada 1990 w May Pen) – jamajski piłkarz z obywatelstwem amerykańskim występujący na pozycji bramkarza, reprezentant Jamajki od 2014 roku zawodnik amerykańskiego Philadelphia Union.

## Kariera klubowa
Blake pochodzi z miasta May Pen, oddalonej o 45 kilometrów od stolicy kraju – Kingston. Jest piątym z sześciu braci, jego starszy brat Everton był amatorskim piłkarzem w Stanach Zjednoczonych. W dzieciństwie równocześnie do futbolu uprawiał krykieta; uczęszczał do Clarendon College High School (wcześniej również do Glenmuir High School), gdzie był kapitanem szkolnej drużyny krykietowej. W wieku trzynastu lat zdecydował się postawić na piłkę nożną, lecz jeszcze przez kilka kolejnych lat występował w ligach młodzieżowych zarówno na pozycji bramkarza, jak i napastnika. Bramkarzem zdecydował się zostać na stałe za namową trenera młodzieżowej reprezentacji Jamajki. Terminował także w szkółkach juniorskich jamajskich klubów Harbour View FC i Sporting Central Academy FC.
Blake trafił do Stanów Zjednoczonych za pośrednictwem Paula Harveya, osiadłego w tym kraju entuzjasty jamajskiego futbolu, który polecił jego usługi kilku trenerom drużyn uniwersyteckich. Propozycję stypendium sportowego złożył dwudziestoletniemu golkiperowi Ray Reid – szkoleniowiec ekipy Connecticut Huskies z uczelni University of Connecticut. W barwach Huskies zawodnik potwierdził opinię ogromnego talentu, zostając gwiazdą rozgrywek uniwersyteckich. Trzy lata z rzędu był wybierany najlepszym bramkarzem konferencji Big East/American Athletic Conference (2011, 2012, 2013); zapisał się w historii jako pierwszy gracz któremu udało się zdobyć tę nagrodę już na pierwszym roku studiów. Dwukrotnie znalazł się w drużynie All-Big East First Team (2011, 2012) oraz NSCAA First Team All-American (2012, 2013), ponadto w 2011 roku został wybrany do NSCAA/Continental Tire Third Team All-American, Second Team All-American według portalu College Soccer News i All-Freshman First Team według magazynu Soccer America. W 2012 roku znalazł się w Soccer America MVP First Team i College Soccer News Third Team All-American, a w 2013 roku w NSCAA All-Northeast First Team, Conference All-First Team Selection i Soccer America MVPs First Team.
W grudniu 2013 Blake podpisał umowę z programem Generation Adidas, zaś miesiąc później został wybrany z pierwszego miejsca w MLS SuperDraft przez Philadelphia Union. Przeszedł tym samym do historii jako pierwszy bramkarz i zarazem pierwszy Jamajczyk wybrany z pierwszego miejsca w drafcie MLS. Pierwszy mecz w Union rozegrał 17 czerwca 2014 z trzecioligowym Harrisburg City Islanders (3:1) w ramach krajowego pucharu – U.S. Open Cup. W Major League Soccer zadebiutował natomiast 15 sierpnia 2014 w przegranym 0:2 spotkaniu z Houston Dynamo, jednak podczas swojego premierowego sezonu (mimo iż był początkowo typowany do pozycji pierwszego bramkarza) pozostawał wyłącznie rezerwowym dla Raïsa M’Bolhiego i Zaca MacMatha. Mimo odejścia obydwóch konkurentów, w kolejnych rozgrywkach z powodu licznych kontuzji nie był w stanie podjąć rywalizacji o miejsce w bramce z Brianem Sylvestre. W lipcu 2015 otrzymał zieloną kartę, w związku z czym zaczął być uznawany przez władze ligi jako krajowy zawodnik w składzie Union.
Blake został podstawowym bramkarzem Union we wrześniu 2015. Od razu został czołowym golkiperem MLS i już na koniec sezonu 2016 otrzymał nagrodę dla najlepszego bramkarza rozgrywek – MLS Goalkeeper of the Year. Znalazł się wówczas także w najlepszej jedenastce rozgrywek – MLS Best XI. Jego świetna forma w lipcu 2017 zaowocowała zainteresowaniem ze strony klubów angielskich, lecz ze względu na niską pozycję reprezentacji Jamajki w rankingu FIFA (a w konsekwencji problemy z otrzymaniem pozwolenia na pracę na Wyspach Brytyjskich) do transferu nie doszło. W styczniu 2018 podpisał nowy, wieloletni kontrakt z Union.

## Kariera reprezentacyjna
Blake rozpoczął występy w juniorskich reprezentacjach Jamajki już od kategorii do lat piętnastu. Jeszcze przed wyjazdem do Stanów Zjednoczonych był uznawany za jednego z najbardziej obiecujących piłkarzy na Jamajce.
W marcu 2007 Blake został powołany przez Davida Hunta do reprezentacji Jamajki U-17 na Mistrzostwa Ameryki Północnej U-17 (uprzednio występował w eliminacjach do tych rozgrywek, notując dwa występy). Na kontynentalnym turnieju pozostawał jednak rezerwowym dla Oneila Wilsona i ani razu nie pojawił się na boisku, zaś Jamajczycy – wówczas współgospodarze turnieju – zajęli ostatnie, piąte miejsce w grupie. Nie zakwalifikowali się tym samym na rozgrywane cztery miesiące później Mistrzostwa Świata U-17 w Korei Płd.
W lutym 2009 Blake znalazł się w ogłoszonym przez Donovana Duckie składzie reprezentacji Jamajki U-20 na Mistrzostwa Ameryki Północnej U-20. Wcześniej był kluczowym zawodnikiem w karaibskich eliminacjach do tego turnieju, podczas których rozegrał wszystkie osiem spotkań. Podczas finałowych rozgrywek – odbywających się na Trynidadzie i Tobago – również był podstawowym golkiperem jamajskiej ekipy i wystąpił we wszystkich trzech meczach (przepuścił w nich pięć bramek), zaś jego kadra odpadła z turnieju już w fazie grupowej i nie zakwalifikowała się na Mistrzostwa Świata U-20 w Egipcie.
W sierpniu 2011 Blake w barwach reprezentacji Jamajki U-23 brał udział w karaibskich, wstępnych eliminacjach do Igrzysk Olimpijskich w Londynie. Rozegrał wówczas wszystkie możliwe trzy mecze (przepuścił dwa gole), a podopieczni szkoleniowca Alfredo Montesso nie awansowali do ogólnokontynentalnego turnieju kwalifikacyjnego do igrzysk.
W seniorskiej reprezentacji Jamajki Blake zadebiutował za kadencji selekcjonera Winfrieda Schäfera, 2 marca 2014 w wygranym 2:0 meczu towarzyskim z Barbadosem. Osiem miesięcy później został powołany na Puchar Karaibów, podczas którego rozegrał wszystkie cztery mecze (przepuścił jednego gola), natomiast Jamajczycy – będący gospodarzem rozgrywek – triumfowali w turnieju po finałowym zwycięstwie w serii rzutów karnych z Trynidadem i Tobago (0:0, 4:3 k). On sam został natomiast wybrany najlepszym bramkarzem turnieju i znalazł się w najlepszej jedenastce imprezy. W lipcu 2015 znalazł się w składzie na Złoty Puchar CONCACAF, gdzie był dopiero trzecim bramkarzem po Dwaynie Millerze i Ryanie Thompsonie, nie występując w żadnym spotkaniu. Jamajczycy dotarli natomiast do finału, gdzie ulegli Meksykowi (1:3). W maju 2016 został z kolei powołany na turniej Copa América Centenario. Na amerykańskich boiskach rozegrał wówczas wszystkie trzy możliwe mecze (przepuścił w nich sześć bramek) i odpadł ze swoją drużyną w fazie grupowej.
W lipcu 2017 Blake wziął natomiast udział w kolejnym Złotym Pucharze CONCACAF, podobnie jak przed dwoma laty dochodząc z jamajską kadrą do finału. Tym razem miał jednak pewne miejsce między słupkami i jako kapitan zespołu wystąpił we wszystkich sześciu meczach (wpuścił w nich dwa gole), choć w finałowym meczu z gospodarzami – USA (1:2) został zmieniony już w pierwszej połowie z powodu kontuzji. Po zakończeniu turnieju otrzymał od CONCACAF Złotą Rękawicę dla najlepszego bramkarza rozgrywek i znalazł się w najlepszej jedenastce tej imprezy.